# 라데온 HD 6000 시리즈
노던 아일랜드(Northern Islands) 시리즈는 AMD가 개발한 GPU 제품군으로, 40nm 공정에 기반한 라데온 브랜드의 일부이다. 일부 모델은 테라스케일 2 (VLIW5)에 기반하고, 일부는 함께 도입된 새로운 테라스케일 3 (VLIW4)에 기반한다.
이 제품군부터 이전 ATI 브랜드는 그래픽 제품과 컴퓨팅 플랫폼(CPU 및 칩셋)에 대한 AMD 브랜드 간의 상관 관계를 만들기 위해 공식적으로 중단되었다. 따라서 AMD 브랜드가 대체로 사용되었다. 그래픽 제품 및 기술 로고도 약간의 개편을 거쳤다 (2010년 "AMD 비전" 로고의 디자인 요소를 사용). 이는 또한 모바일 변형을 나타내기 위해 GPU 모델 번호에 "M" 접미사만 남기고 노트북 GPU의 "모빌리티 라데온" 이름이 끝났음을 의미한다.
직접적인 경쟁자는 엔비디아의 지포스 500 시리즈였다. 이들은 약 한 달 간격으로 출시되었다.

## 아키텍처
이 문서는 라데온 HD 6000 시리즈 브랜드의 모든 제품에 관한 것이다.
- 테라스케일 2 버전 "노던 아일랜드 (VLIW5)"를 구현하는 GPU는 "HD 6900" 브랜드 제품을 제외한 모든 모델에 탑재되어 있다.
- "HD 6350"은 테라스케일 2 "에버그린"에 기반한다.
- 테라스케일 3 버전 "노던 아일랜드 (VLIW4)"를 구현하는 GPU는 "HD 6900" 브랜드 제품에 탑재되어 있다.
- OpenGL 4.x 호환성은 FP64 셰이더 지원을 요구한다. 이는 일부 테라스케일 (마이크로아키텍처) GPU에서 에뮬레이션을 통해 구현된다.

### 다중 모니터 지원
AMD 아이피니티 브랜드의 온-다이 디스플레이 컨트롤러는 2009년 9월 라데온 HD 5000 시리즈에 도입된 이후 모든 제품에 탑재되어 있다.

### 비디오 가속
통합 비디오 디코더 (UVD3)는 모든 제품의 다이에 탑재되어 있으며 AMD 카탈리스트 및 자유 및 오픈 소스 그래픽 장치 드라이버에서 지원한다.

### OpenCL (API)
OpenCL은 CPU 대비 10배 또는 100배 이상 많은 과학 소프트웨어 패키지를 가속한다. Open CL 1.0 ~ 1.2는 테라스케일 2 및 3을 사용하는 모든 칩에서 지원된다.

## 제품
6800 시리즈는 라데온 6000 시리즈의 첫 번째 배치였다. 코드네임은 노던 아일랜드이며, 이 시리즈는 짧은 지연 후 2010년 10월 22일에 출시되었다. 다음 달 동안 보급형, 중급형 및 고급형 카드가 시리즈에 채워졌다.

### 라데온 HD 6400
AMD는 2011년 2월 7일에 보급형 라데온 HD 6400 GPU를 출시했다. 코드네임은 카이코스였으며, 라데온 HD 6500/6600 터크스 GPU와 동시에 시장에 출시되었다. 유일한 카이코스 제품인 라데온 HD 6450은 HD 5450을 대체하는 것을 목표로 했다. 5450과 비교하여 스트림 프로세서가 두 배로 늘어났고, GDDR5 지원과 새로운 노던 아일랜드 기술이 추가되었다.

### 라데온 HD 6500/6600
코드네임 터크스인 이 보급형 GPU는 2011년 2월 7일에 출시되었다. 터크스 제품군에는 터크스 프로와 터크스 XT가 포함되며, 각각 HD 6570 및 HD 6670으로 판매된다. 원래 OEM 전용으로 출시되었으나, 나중에 소매점에도 출시되었다.
라데온 HD 6570과 6670은 에버그린에 해당하는 HD 5570과 5670의 사소한 업그레이드 버전이다. 터크스 GPU는 80개의 스트림 프로세서와 4개의 텍스처 유닛을 추가로 포함한다. 또한 HDMI 1.4a, UVD3 및 입체 3D와 같은 노던 아일랜드 GPU에 포함된 새로운 기술을 지원하도록 업그레이드되었다.

### 라데온 HD 6700
코드네임 바츠 LE인 라데온 HD 6790은 2011년 4월 5일에 출시되었다. 라데온 HD 6790이라는 소매 제품이 하나 출시되었다. 바츠는 HD 5000 시리즈와 동일한 5-way VLIW 아키텍처의 셰이더를 사용한다.
- HD 6790은 840MHz에서 800개의 스트림 프로세서, 256비트 메모리 인터페이스, 1GHz에서 1GB GDDR5 DRAM을 갖추고 있으며 최대 전력 소비량은 150W이다. 성능은 엔비디아 GTX 550 Ti 및 라데온 HD 5770보다 우수하고, 라데온 HD 6850보다 떨어지며, GTX 460 768MB 및 라데온 HD 5830과 유사하다.

AMD는 HD 6700 카드가 HD 5700 시리즈의 주니퍼 XT 및 주니퍼 프로 코어를 사용하므로 공식적으로 노던 아일랜드 GPU가 아니라고 확인했다. 따라서 6770 및 6750은 본질적으로 5770 및 5750이며, 레이블만 다르다. 5700 시리즈에는 다음과 같은 몇 가지 개선 사항이 있다.
- HD 6000 시리즈 카드에서 AMD의 통합 비디오 디코더는 Blu-ray 3D 코덱, DivX/Xvid 하드웨어 디코딩 및 기타 개선 사항을 지원하는 버전 3.0으로 업그레이드되었다. HD 6750 및 HD 6770은 UVD 3.0의 MVC 디코딩 기능을 추가했지만 UVD 3.0의 나머지 기능은 추가되지 않았다.[8]
- AMD에 따르면 이 카드들은 HDMI 1.4a를 지원하도록 업그레이드되었지만 UVD 3.0으로 인한 3D 기능은 제외되었다.

### 라데온 HD 6800
코드네임 바츠인 라데온 HD 6800 시리즈는 2010년 10월 23일에 출시되었다. 제품에는 라데온 HD 6850과 라데온 HD 6870이 포함된다. 바츠는 HD 5000 시리즈와 동일한 5-way VLIW 아키텍처의 셰이더를 사용한다.
- HD 6850은 775MHz에서 960개의 스트림 프로세서, 256비트 메모리 인터페이스, 1GHz에서 1GB GDDR5 DRAM을 갖추고 있으며 최대 전력 소비량은 127W이다. 경쟁 제품과 비교하여 성능은 엔비디아 지포스 GTX 460의 1GB 카드와 유사하다. 라데온 5800 시리즈의 이전 그래픽과 비교하여 6850은 라데온 HD 5830보다 훨씬 빠르며 라데온 HD 5850의 성능과 유사하다. 6핀 PCIe 전원 커넥터 하나만 필요하므로 대부분의 전원 공급 장치에 적합하다.
- HD 6870은 900MHz에서 1120개의 스트림 프로세서(대부분의 GPU는 980-1000MHz로 실행 가능), 256비트 메모리 인터페이스, 1.05GHz에서 1GB GDDR5 DRAM(1.2GHz(4.8GHz 유효)로 오버클럭 가능)을 갖추고 있으며 최대 전력 소비량은 151W이다. 성능은 지포스 GTX 460보다 우수하고, 지포스 GTX 560과 비슷하며, 지포스 GTX 560 Ti보다 떨어진다. 라데온 5800 시리즈의 이전 그래픽 카드와 비교하여 HD 6870은 HD 5850보다 빠르며 라데온 HD 5870의 성능과 유사하다.[10]

### 라데온 HD 6900
이 제품군에는 테라스케일 3 (VLIW4) 기반의 세 가지 다른 고급형 제품이 포함된다.
코드네임 카이만인 라데온 HD 6900 시리즈는 2010년 11월 12일에 출시될 것으로 예상되었다. 이 출시일은 더욱 늦춰져 카이만은 2010년 12월 15일에 출시되었다. 제품에는 라데온 HD 6950과 라데온 HD 6970이 포함된다. 카이만은 새로운 4-way VLIW 아키텍처를 기반으로 하며, AMD의 스트림 프로세서 설계의 복잡성을 줄이기 위해 이전의 VLIW5보다 선택되었다. 연구에 따르면 몇몇 애플리케이션만이 VLIW5 SP의 추가 단계를 완전히 활용했다. 스트림 프로세서를 VLIW4로 줄이면 AMD는 각 개별 SP의 트랜지스터를 절약하고 미래에 더 많은 것을 추가할 수 있다.
- 게임에서 HD 6970의 성능은 엔비디아 지포스 GTX 570 및 GTX 480과 비슷하다. 라데온 HD 6950은 6970보다 약간 느리며, GTX 560 Ti와 비슷하거나 약간 빠르며, HD 5870보다 빠르다. HD 6950은 코어 디자인에서 6970과 거의 동일하지만, 6950은 GDDR5 메모리 등급이 낮다는 점이 추가로 발견되었다. 그 외에는 둘 다 BIOS 플래시 소프트웨어만 달랐다. 따라서 BIOS 플래시는 본질적으로 6950을 6970으로 업그레이드한다. 이는 나중에 AMD 및 파트너가 추가 코어를 레이저 커팅하여(BIOS에서 비활성화하는 대신) 및 6970 BIOS와 호환되지 않는 비참조 카드 디자인을 사용하여 해결했다. 일부 6950은 여전히 "잠금 해제"될 수 있지만, 이는 훨씬 더 어려우며 신중한 카드 선택과 맞춤형 BIOS가 필요하다.
- 코드네임 Antilles인 Enthusiast 듀얼-GPU (듀얼-6970) 라데온 HD 6990은 2011년 3월 9일에 출시되었다. 830MHz 레퍼런스 엔진 클럭 속도, 3072개의 스트림 프로세서, 5.1 TFLOPS 컴퓨팅 성능, 192개의 텍스처 유닛, 4GB의 GDDR5 프레임 버퍼(DRAM), 375W 최대 보드 전력을 특징으로 한다.[12]
- AMD 라데온 HD 6990 (일부 다른 6000 시리즈 AMD 카드와 마찬가지로)은 듀얼 BIOS 스위치와 함께 제공된다. 일부는 이를 숨겨진 'AMD 우버 모드'라고 주장하지만, BIOS를 플래시할 때 가장 일반적으로 백업으로 사용된다. (HD 6950을 HD 6970으로 보이도록 플래시하는 데 사용되는 것과 동일한 방법)[13]

AMD 파워튠 기술은 AMD의 그래픽 카드 제품군의 전력 효율성을 향상시키기 위한 지속적인 노력의 일환으로 도입되었다. 라데온 HD 6900 시리즈와 함께 출시된 파워튠은 지정된 전력 소비 범위 내에서 GPU의 성능을 극대화하는 것을 목표로 했다.

## 칩셋 테이블

### 데스크탑 제품

#### IGP (HD 6xxx)
- 모든 모델은 VLIW5 ISA를 기반으로 한다.
- 모든 모델은 DirectX 11.0, OpenGL 4.5 (베타), OpenCL 1.2를 지원한다.
- 모든 모델은 배정밀도 FP를 지원하지 않는다.
- 모든 모델은 UNB/MC 버스 인터페이스를 특징으로 한다.
- 모든 모델은 각도 독립 비등방성 필터링, UVD3 및 아이피니티 기능을 지원하며 최대 3개의 출력을 갖는다. HD 63xxD 이상은 3D Blu-ray 가속을 지원하며, 표준 63xx(비-'D')는 지원하지 않는다.

### 모바일 제품

#### IGP (HD 6xxxG)
- 모든 모델은 VLIW5 ISA를 기반으로 한다.
- 모든 모델은 DirectX 11.0, OpenGL 4.5 (베타), OpenCL 1.2를 지원한다.
- 모든 모델은 배정밀도 FP를 지원하지 않는다.
- 모든 모델은 UNB/MC 버스 인터페이스를 특징으로 한다.
- 모든 모델은 각도 독립 비등방성 필터링, UVD3 및 아이피니티 기능을 지원하며 최대 3개의 출력을 갖는다.

| 모델            | 출시일          | 암호명      | 공정 (nm) | 코어 클럭 (MHz) | 구성 코어1 | 필레이트    | 필레이트      | 공유 메모리   | 공유 메모리 | 공유 메모리    | GFLOPS | 합계 TDP2 (W) | 합계 TDP2 (W) |
| 모델            | 출시일          | 암호명      | 공정 (nm) | 코어 클럭 (MHz) | 구성 코어1 | 픽셀 (GP/s) | 텍스처 (GT/s) | 대역폭 (GB/s) | 버스 유형   | 버스 폭 (비트) | GFLOPS | 유휴          | 최대          |
| --------------- | --------------- | ----------- | --------- | --------------- | ---------- | ----------- | ------------- | ------------- | ----------- | -------------- | ------ | ------------- | ------------- |
| 라데온 HD 6380G | 2011년 6월 14일 | WinterPark  | 32        | 400             | 160:8:4    | 1.6         | 3.2           | 17.06         | DDR3-1333   | 128            | 128    | 알 수 없음    | 35            |
| 라데온 HD 6480G | 2011년 6월 14일 | BeaverCreek | 32        | 444             | 240:12:4   | 1.77        | 3.55          | 17.06         | DDR3-1333   | 128            | 213.1  | 알 수 없음    | 35-45         |
| 라데온 HD 6520G | 2011년 6월 14일 | BeaverCreek | 32        | 400             | 320:16:8   | 3.2         | 6.4           | 17.06         | DDR3-1333   | 128            | 256    | 알 수 없음    | 35-45         |
| 라데온 HD 6620G | 2011년 6월 14일 | BeaverCreek | 32        | 444             | 400:20:8   | 3.55        | 8.88          | 25.6          | DDR3-1600   | 128            | 355.2  | 알 수 없음    | 35-45         |

- 1 통합 셰이더 : 텍스처 매핑 유닛 : 렌더 출력 장치
- 2 TDP는 AMD 레퍼런스 디자인에 명시되어 있으며, CPU 전력 소비량을 포함한다. 실제 소매 제품의 TDP는 다를 수 있다.

1. ↑  E2-3000M APU에 사용됨
2. ↑  A4-3300M 및 A4-3310MX APU에 사용됨
3. ↑  A6-3400M 및 A6-3410MX APU에 사용됨
4. ↑  A8-3500M, A8-3510MX 및 A8-3530MX APU에 사용됨

## 같이 보기
- 라데온 HD 2000 시리즈
- 라데온 HD 3000 시리즈
- 라데온 HD 4000 시리즈
- 라데온 HD 5000 시리즈
- 라데온 HD 7000 시리즈
- 라데온 HD 8000 시리즈
- 라데온 200 시리즈 (HD 8000 시리즈의 후속작)
- AMD 그래픽 처리 장치 목록
- 자유 및 오픈 소스 그래픽 장치 드라이버 § ATI/AMD